# Yumbo (ort)
Yumbo är en ort i Colombia.   Den ligger i departementet Valle del Cauca, i den västra delen av landet, 290 km väster om huvudstaden Bogotá. Yumbo ligger 991 meter över havet och antalet invånare är 71 436.
Terrängen runt Yumbo är varierad. Runt Yumbo är det tätbefolkat, med 308 invånare per kvadratkilometer. Närmaste större samhälle är Cali, 16,5 km söder om Yumbo. Omgivningarna runt Yumbo är en mosaik av jordbruksmark och naturlig växtlighet.